# Sarnath
Sarnath, en hindi सारनाथ (Sārnāth), est une cité bouddhiste se trouvant à une dizaine de kilomètres au nord de Varanasi dans l'État indien de l'Uttar Pradesh. C'est le lieu du premier sermon du Bouddha et est de ce fait l'un des quatre lieux saints du bouddhisme.

## Histoire

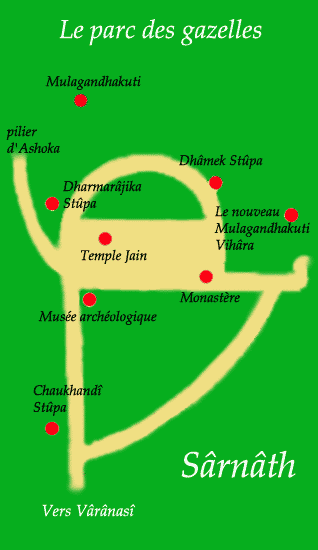
Plan du site (Le Parc des gazelles).

Comme le font toujours les sadhus de l'Inde de nos jours, le Bouddha ne se déplaçait pas durant la saison de la mousson ou vassa et il resta donc à Sarnath durant celle-ci, s'abritant dans le Mulagandhakuti Vihara, en fait une hutte où il prendra l'habitude de résider lors de ses séjours à Sarnath. Le Sangha ayant atteint le nombre de 60 personnes, le Bouddha le dispersa pour qu'il répande le Dharma.
Sarnath devint un centre bouddhiste majeur de l'école Sammatiya, un nikaya primitif du bouddhisme hīnayāna. Cependant, on a trouvé à Sarnath des représentations de Heruka et de Tara, ce qui semble indiquer que le bouddhisme vajrayana y était aussi pratiqué ou enseigné. Les rajas locaux et les riches marchands basés à Varanasi participèrent largement à l'épanouissement du Bouddhisme à Sarnath. Au IIIe siècle, c'était devenu un centre artistique important qui atteint son zénith au cours de la période Gupta (IVe - VIe siècle). Lors de sa visite à Sarnath au cours du règne de Chandragupta II, le pèlerin bouddhiste chinois Faxian y découvrit quatre stupas et deux monastères. Plus tard au VIIe siècle, Xuanzang y compta 30 monastères et 3 000 moines.
Le site continue à prospérer sous la dynastie des Pala avant de subir, en 1026, les coups du pillard afghan Mahmoud de Ghazni lors d'un de ses 17 raids dans le nord de l'Inde.
Le Dharmachakrajina Vihara est le dernier grand monastère érigé sur le site, une construction patronnée par l'épouse Kumardevi du raja de la principauté de Bénarès, Govindachandra de la dynastie des Gahadavala, qui régna de 1114 à 1154.
Le site est rasé par le sultan de Delhi Qutb ud-Din Aibak en 1194 et devient inactif avec la quasi-disparition du bouddhisme de la terre indienne. Il tombe alors dans l'oubli durant six siècles jusqu'en 1794, lorsque Jagat Singh, le divan du raja de Bénarès, récupère des briques du Stupa Dharmarajika pour les utiliser comme matériau de construction. En 1798, Jonathan Duncan, le résident anglais à Bénarès fait le compte-rendu de la découverte d'une boîte de marbre vert contenue dans un coffre de pierre mis au jour lors des travaux sur le stûpa, entraînant un intérêt pour le site. La boîte qui avait été prélevée du site, contrairement au coffre que Sir Alexander Cunningham retrouvera en place en 1835, abritait des fragments d'os, des perles, des rubis et de l'or et a aujourd'hui disparu avec son contenu. Le coffre de pierre vide fut quant à lui envoyé à la Bengal Asiatic Society par Cunningham et fait partie aujourd'hui des collections de l'Indian Museum de Calcutta.
À la suite de la découverte de Jagat Singh, Sarnath va devenir un champ de fouilles pour les chercheurs de trésors. En 1815 sont effectuées les premières fouilles officielles sous la direction du colonel C. Mackenzie. Suivent celles de Cunningham en 1835-1836 qui mettent au jour un monastère. En 1851-1852, le major Kittoe, qui occupe le poste d'Archaeological Enquirer révèle plusieurs stûpas et un monastère, puis en 1904-1905, F. C. Gertel retrouve le sanctuaire principal et le pilier d'Asoka avec son célèbre chapiteau aux lions, ainsi que de nombreuses sculptures et inscriptions.

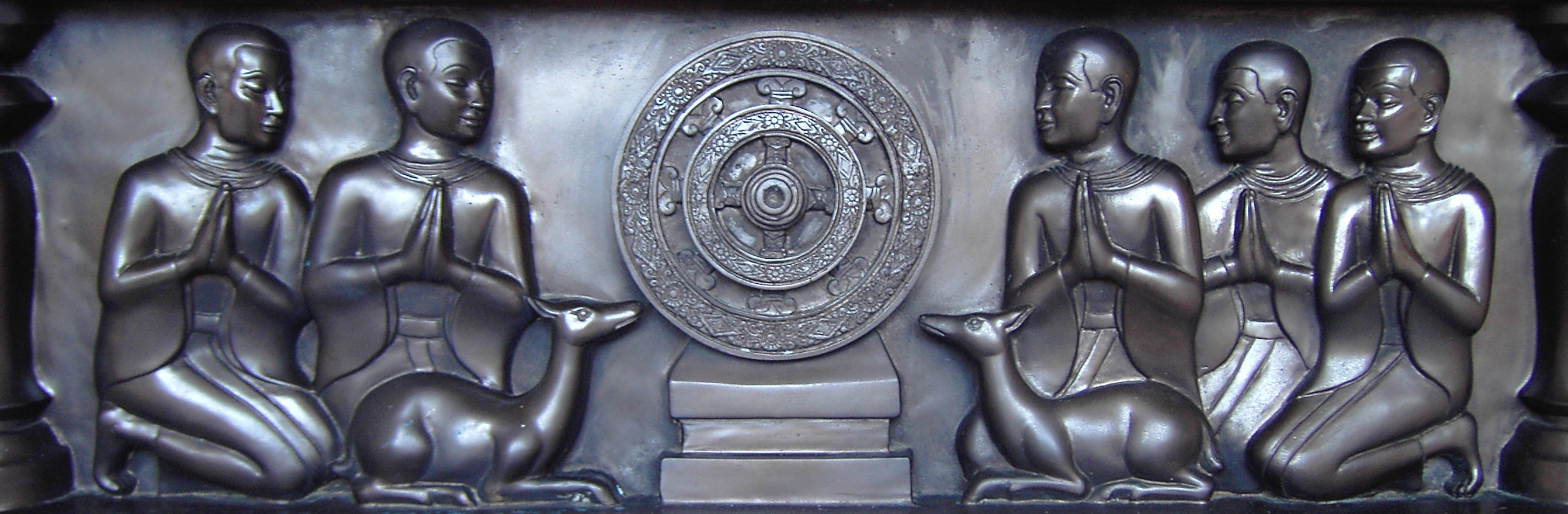
Bas-relief moderne montrant les cinq premiers disciples de Bouddha vénérant la roue du Dharma.

Parmi les autres campagnes de fouilles de Sarnath, on compte celles de C. Horne (1865), John Marshall (1907), H. Hargreaves (1914-1915) et Daya Ram Sahni (1927-1932).
C'est un bouddhiste singhalais Anagarika Dharmapala, qui est l'artisan de la restauration des monuments de Sarnath, qui étaient, à cette époque-là, dans un grand état de délabrement et d'abandon. Il plaide par ses écrits et ses discours pour une réhabilitation de Sarnath et lève des fonds auprès d'Indiens prospères et d'occidentaux. Il est également à l'origine de la construction du Mulagandhakuti Vihâra - un temple bouddhiste qui y sera construit en 1931.

## Patrimoine
Le site, composé de ruines de bâtiments construits entre les règnes d'Ashoka et d'Akbar, comporte aussi un intéressant musée qui expose des sculptures, tant hindoues que bouddhistes, prélevées sur le site lors des fouilles. Aux alentours, les nations à forte population bouddhiste ont construit des temples dans leur style national (temples de Birmanie, de Chine, de Corée, du Japon et de Thaïlande, ainsi que trois temples tibétains).
Tous les bâtiments anciens de Sarnath ont été saccagés par les musulmans. Parmi les ruines notables, on compte :
- Le Dhamek Stupa, dont la structure originelle date des IIe et IIIe siècles. Le bâtiment cylindrique a été remanié et agrandi au VIIe siècle. Fait de briques, il mesure encore aujourd'hui quelque 35 mètres de hauteur pour une trentaine de mètres de diamètre. Il est décoré de frises et creusé de niches. Sa base est toutefois construite en pierres et sa cohésion est assurée par des crampons de fer.

- Le Dharmarajika Stupa est l'un des rares stapas datant de l'époque d'Ashoka, seules restent ses fondations après son pillage par Jagat Singh.

- Les ruines du Mulagandhakuti Vihara indiquent la place où le Bouddha passa sa première mousson tandis qu'à l'est on trouve le bâtiment moderne du même nom, décoré de fresques du peintre japonais Kosetsu Nosu.

- Le Chaukhandi Stupa, érigé d'après la tradition à l'endroit de la rencontre du Bouddha et des Bhadravargiya, et sur lequel Akbar fit élever une tour octogonale en mémoire de son père Humayun.

- Le pilier d'Ashoka brisé depuis longtemps reste cependant dressé. Le chapiteau aux lions, aujourd'hui emblème du pays, n'a pas souffert de sa chute d'une quinzaine de mètres. Il est exposé dans le musée archéologique.

De plus, on trouve sur le site :
- Un arbre pipal planté par Anagarika Dharmapala à partir d'un rejet de l'arbre de Bodhgaya.

- Un musée, le plus ancien géré par l'Archaeological Survey of India. Construit à l'initiative de Sir John Marshall, alors directeur général de l'Archéologie aux Indes, les plans sont dessinés pas James Ramson et le musée ouvre ses portes au public en 1910. Il expose des pièces datant du IIIe siècle av. J.-C. au XIIe siècle de l'ère chrétienne.

Le site fait partie de la liste indicative au patrimoine mondial de l'Unesco depuis 1998.

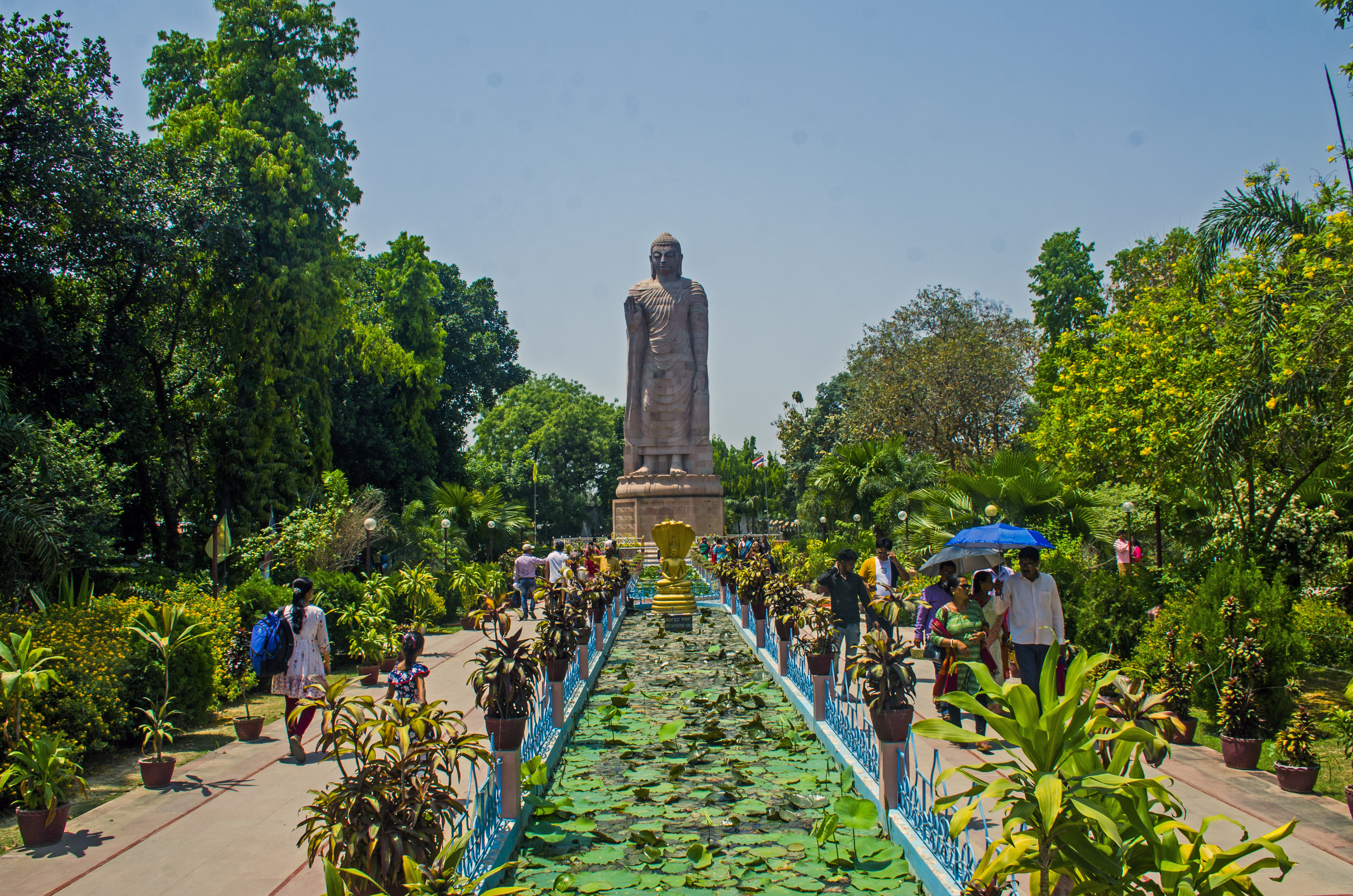
Le Bouddha du temple thaï de Sarnath, haut de 24 m.

### Statue colossale de Bouddha
En 1970, un projet indo-thaïlandais est lancé afin de réaliser pour Sarnath une statue géante une statue de Bouddha debout en grès de style gandhari. Le projet a débuté en 1997 et devait être réalisé en cinq ans. Mais les travaux ont bientôt été arrêtés et n'ont repris qu'à la fin 2006. La statue a finalement été terminée et dévoilée en mars 2011. Elle se dresse dans les jardins du temple thaï de Sarnath. Elle était, à cette date, la plus haute statue de Bouddha en Inde (80 pieds, soit 24,4 m). 

## Galerie

### Les lieux

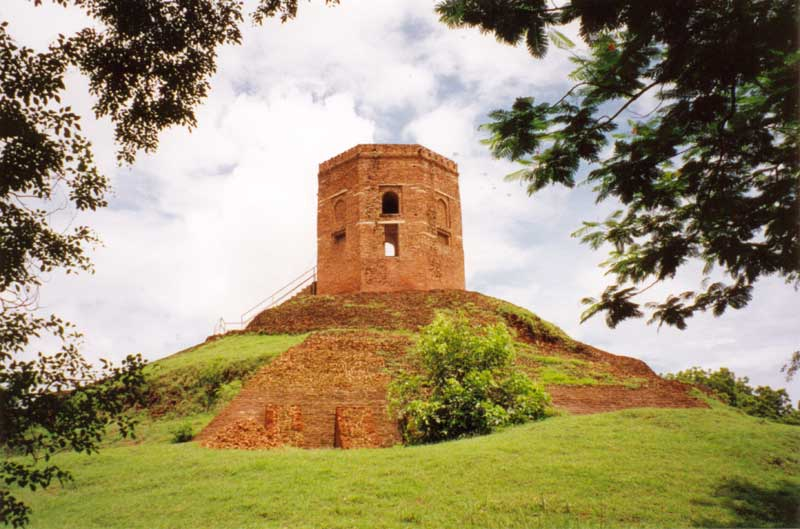
Le Chaukhandî Stūpa.
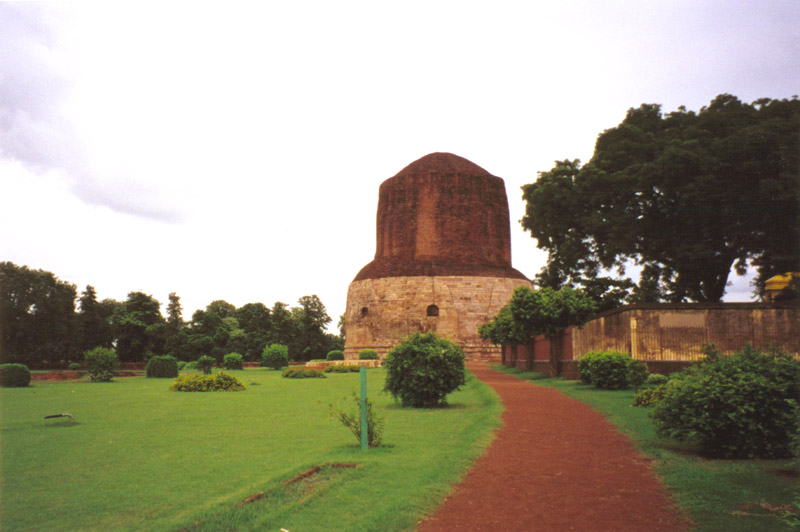
Le Dhāmek Stūpa.
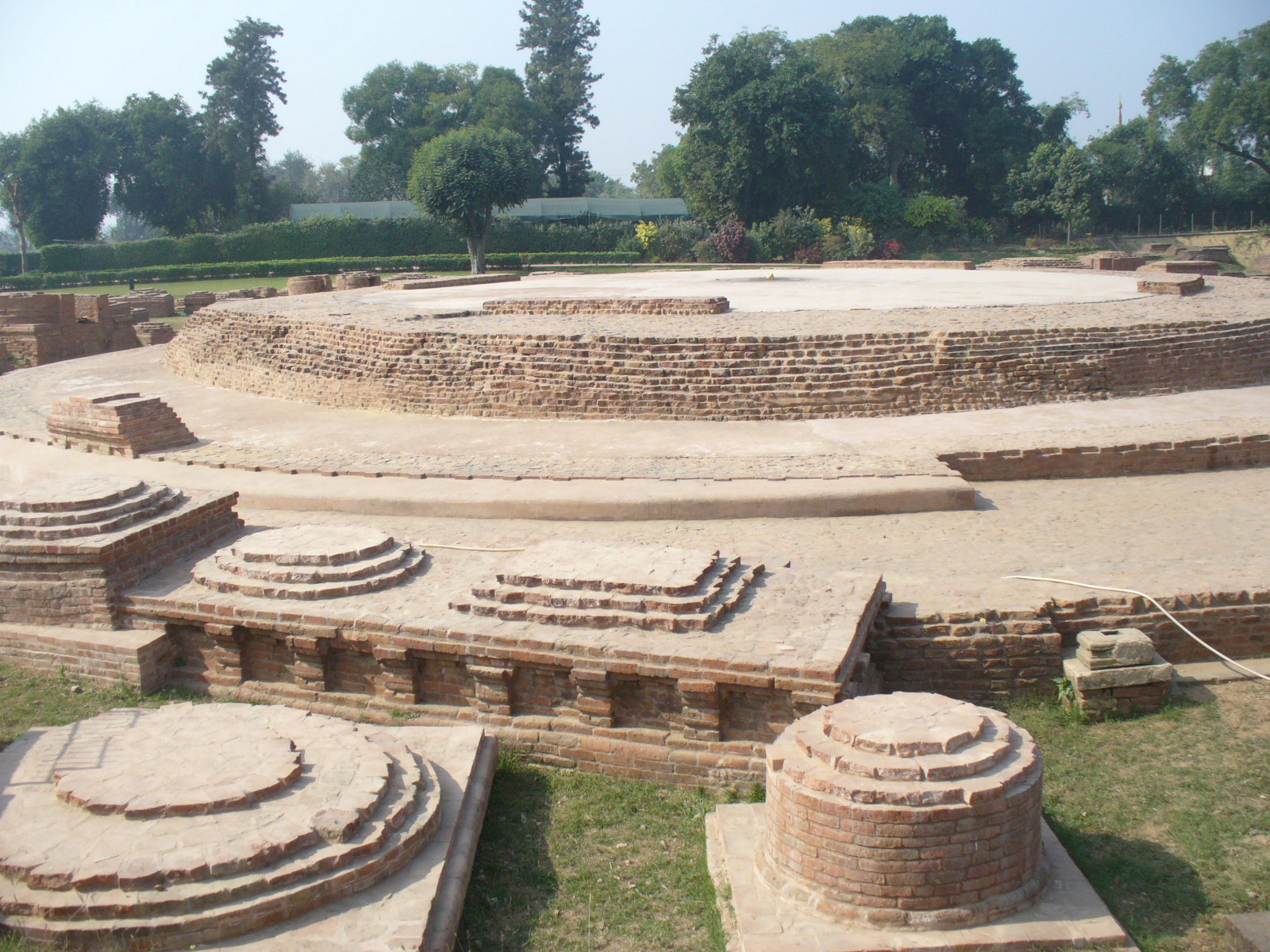
Le Dharmarājika Stūpa.
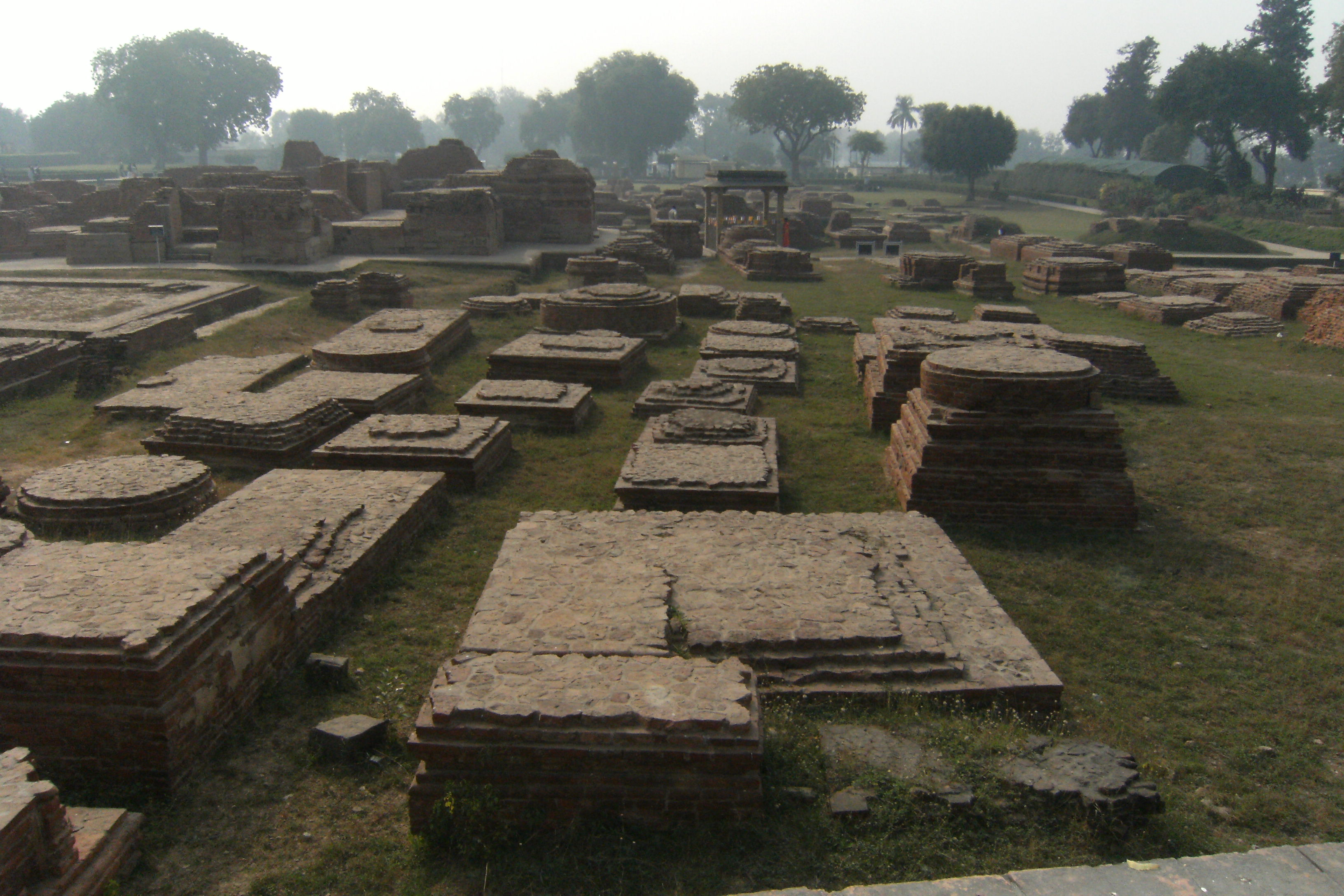
Ruines des monastères bouddhistes.
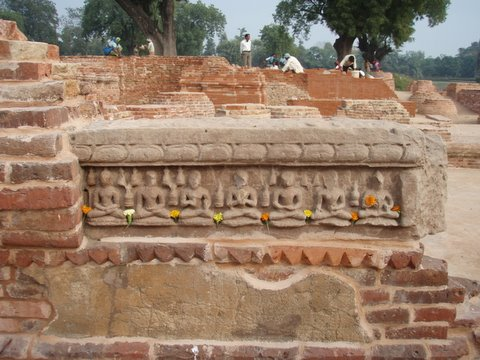
Bas-relief.
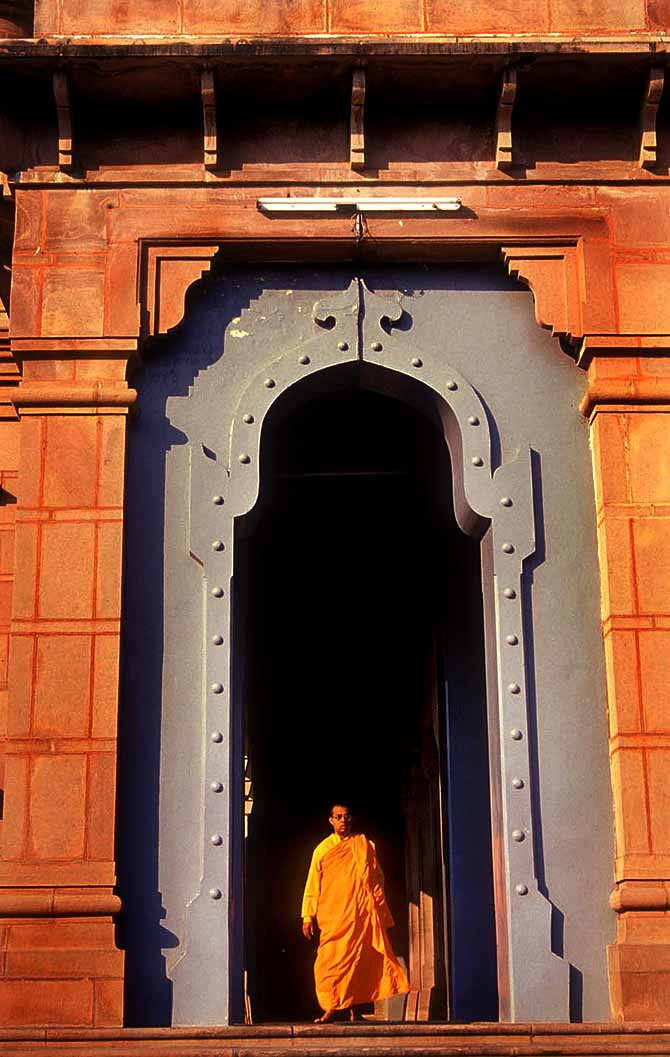
Entrée du musée de Sārnāth.
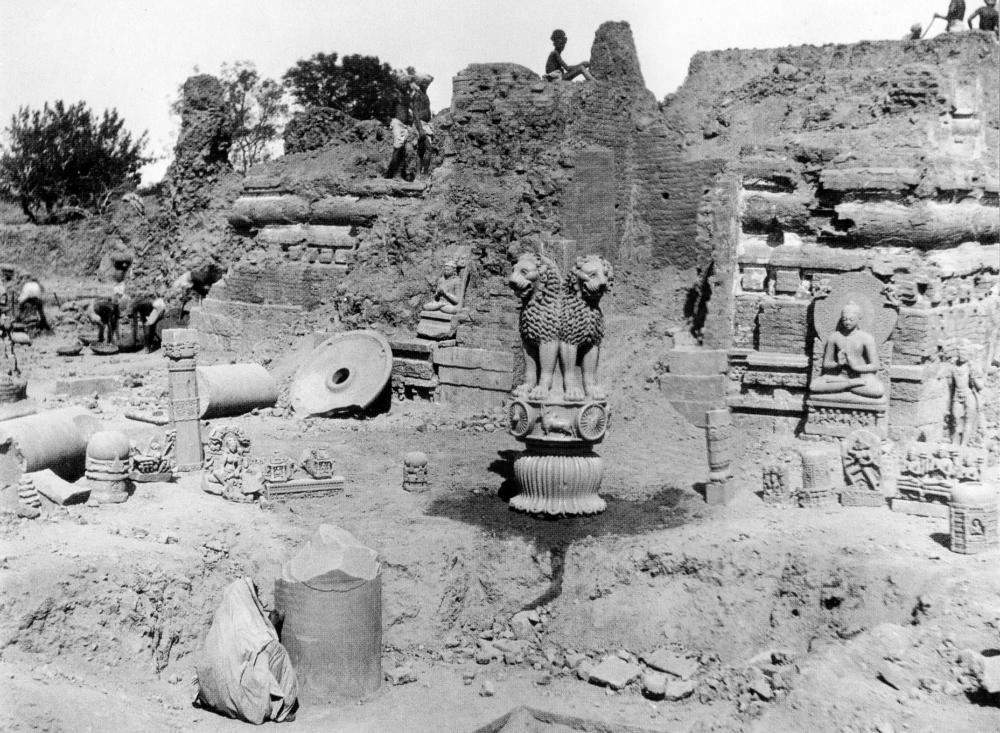
La fouille en 1905: le chapiteau aux lions et le grand Bouddha de Sarnath.
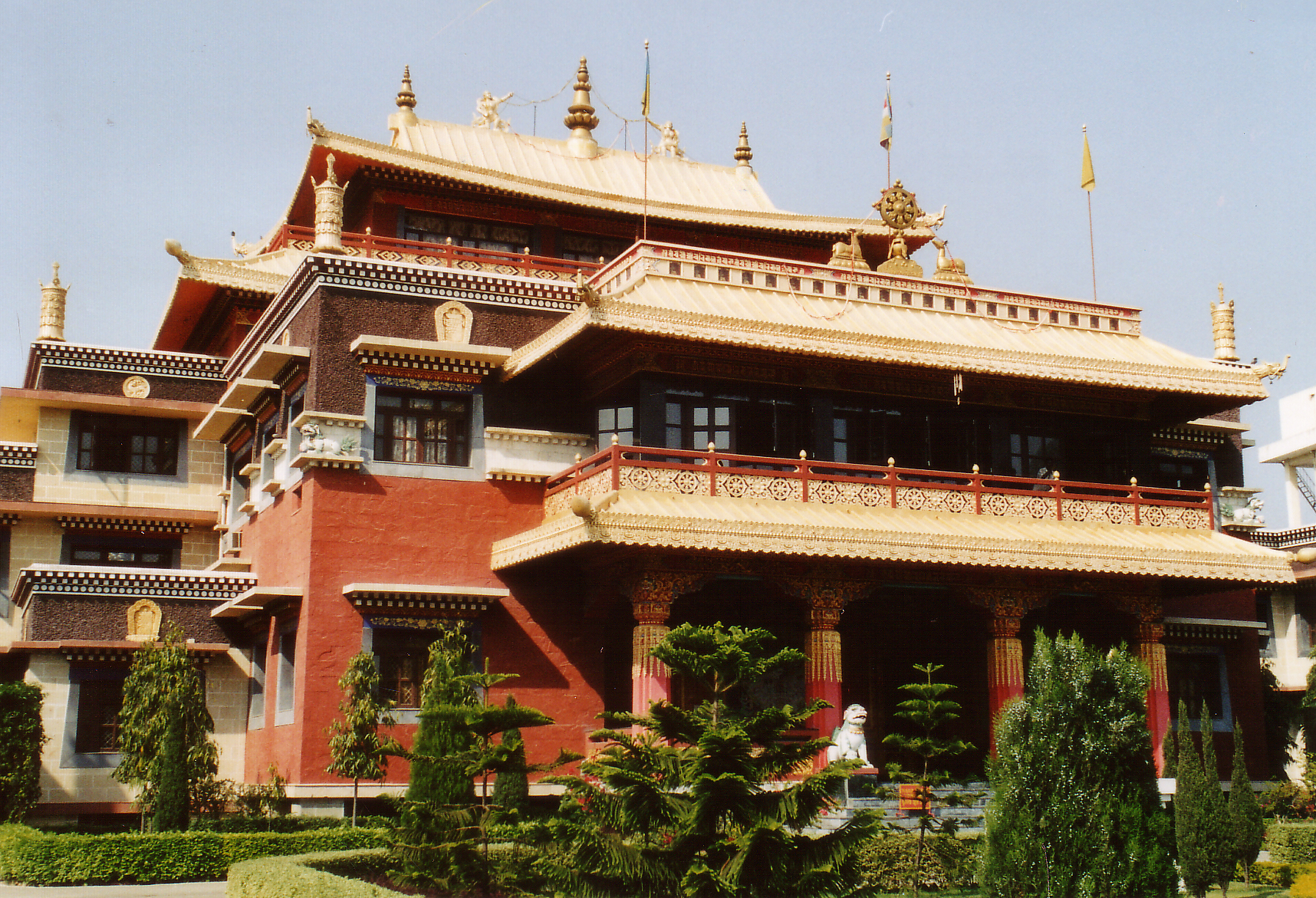
Le temple tibétain de l'Institut Vajra Vidya.

### La sculpture et le style de Sarnath

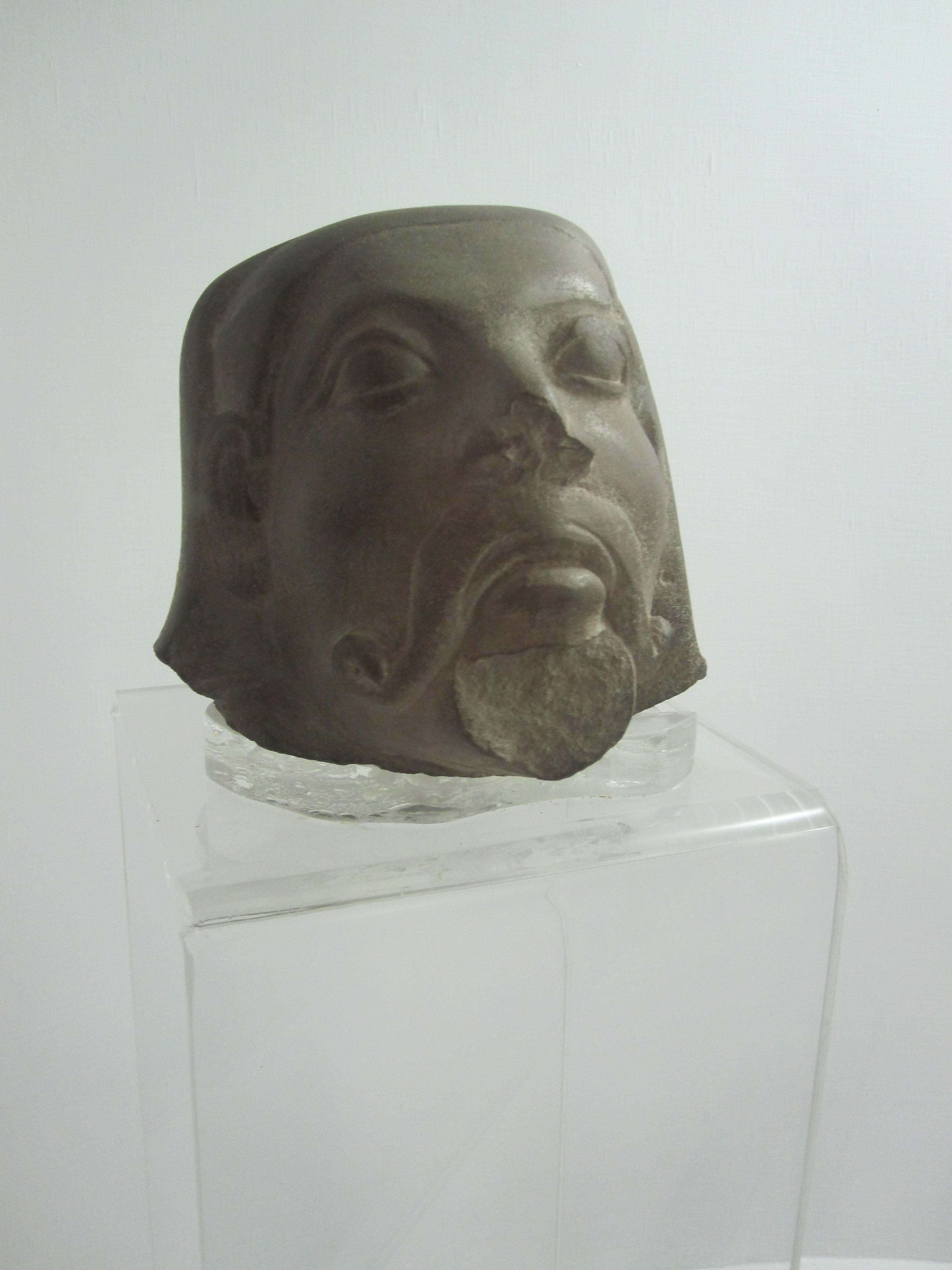
Visage. Grès poli, H. 14.5 cm. Époque Maurya, IIIe siècle av. J.-C. National Museum, New Delhi.
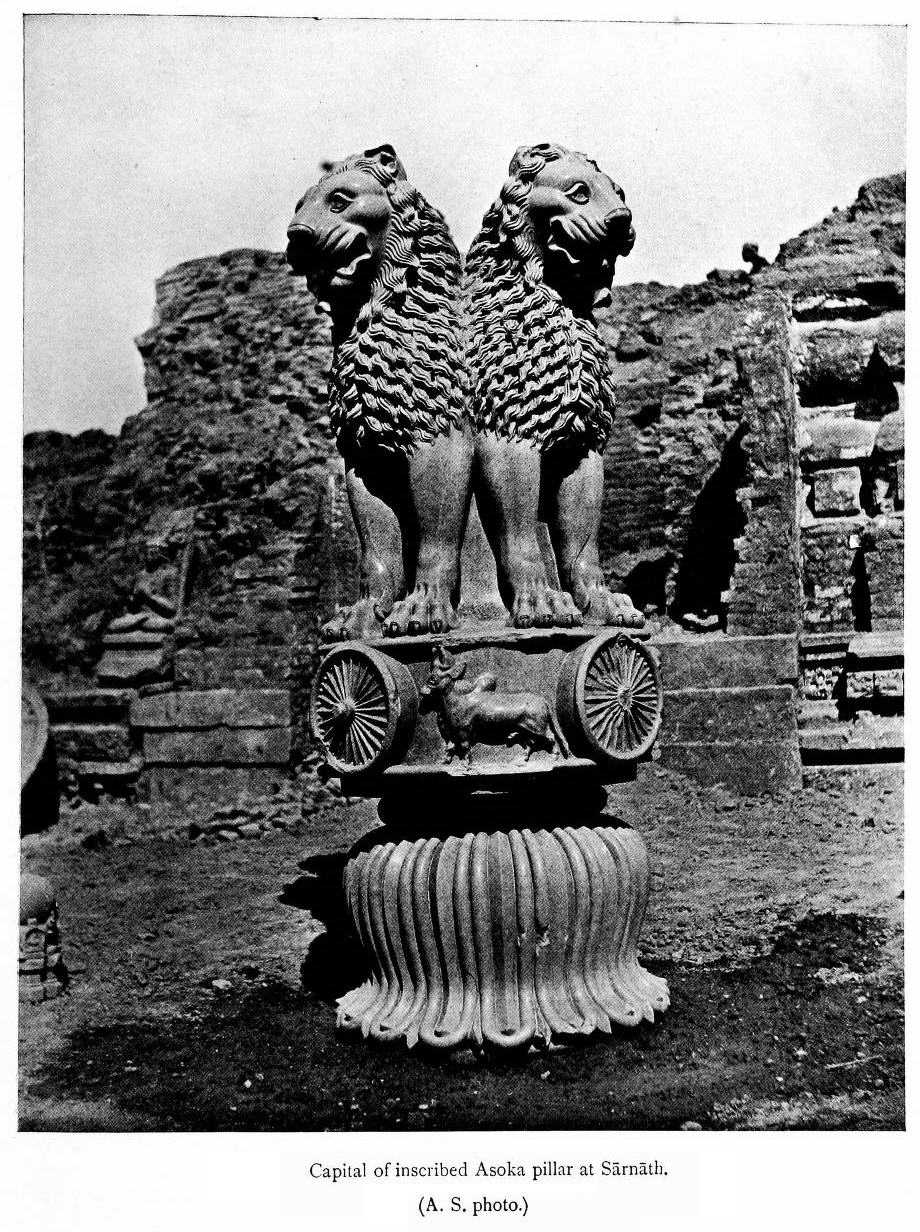
Le chapiteau aux lions, lors de sa découverte à Sarnath en 1905. Grès de Chûnar poli, H. 215 cm. Époque Maurya, IIIe siècle av. J.-C., Musée archéologique de Sarnath.
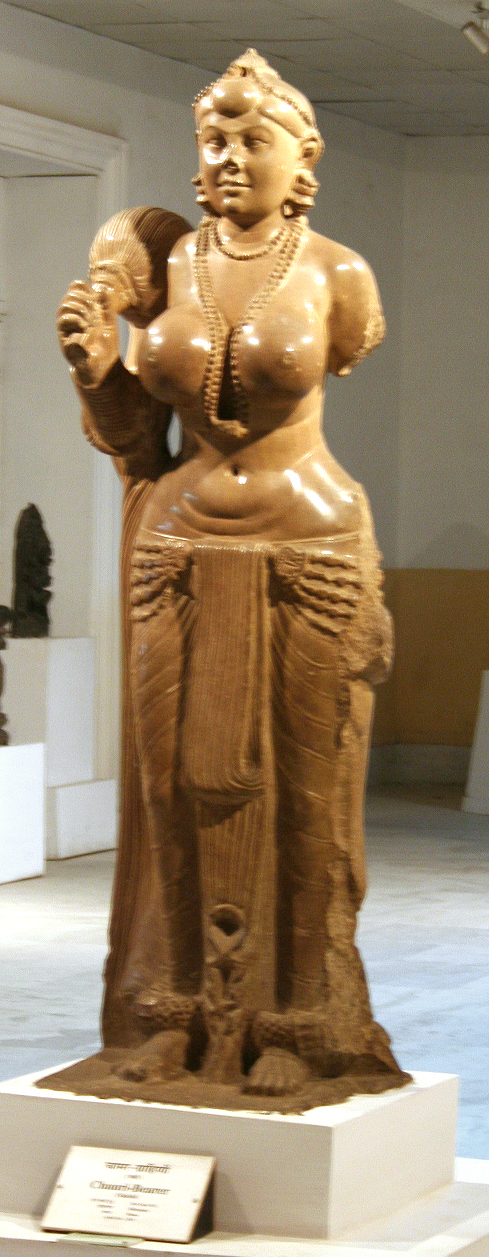
Yakshini de Didarganj[4], porteuse de chasse-mouche. Ier siècle. Grès de Chûnar poli, H. 160 cm. Musée de Patna. Chûnar est situé près de Varanasi.
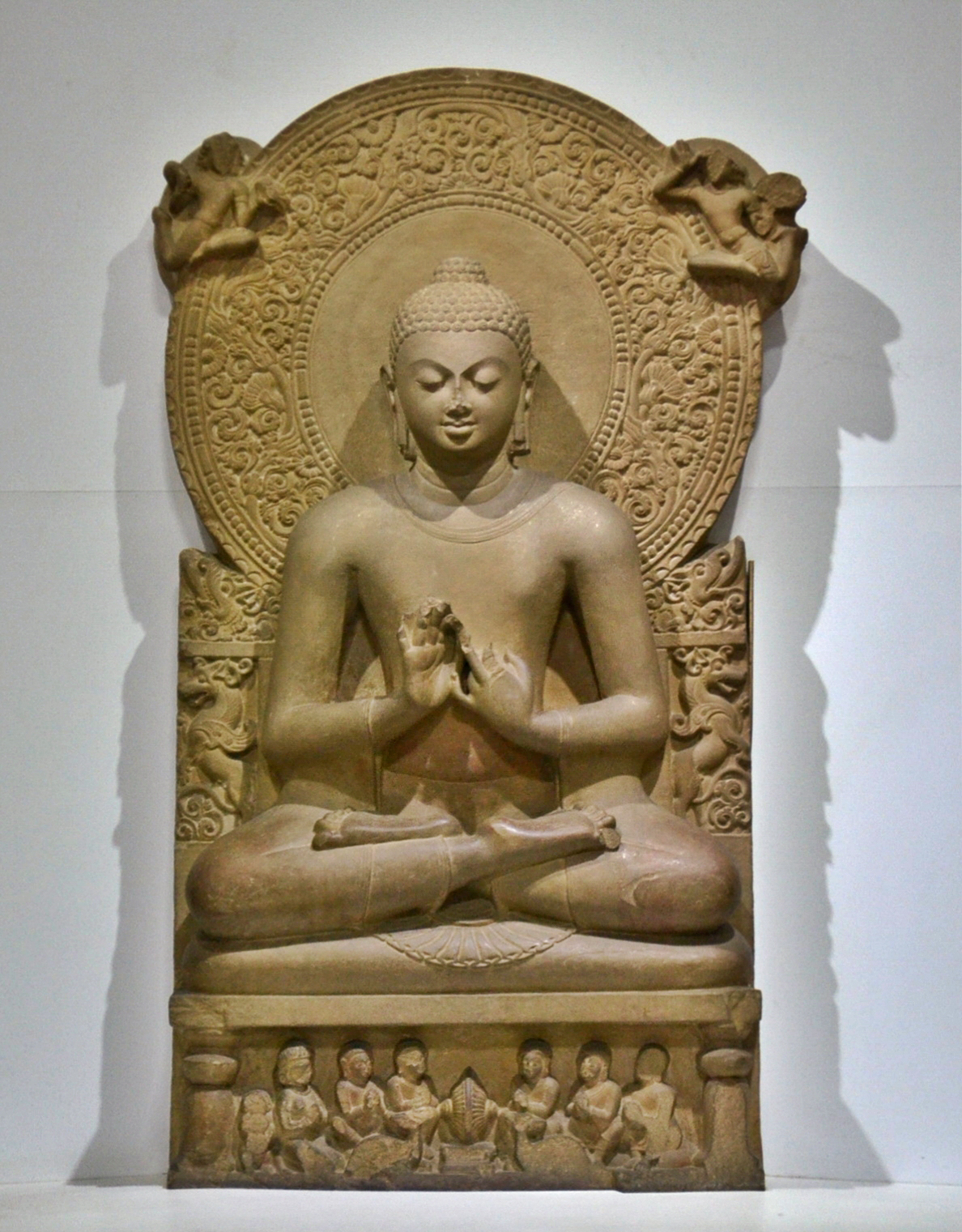
Le Buddha de Sarnath : premier sermon à Sarnath. Grès de Chûnar, H. 160 cm. Gupta, Ve siècle. Musée de Sarnath.
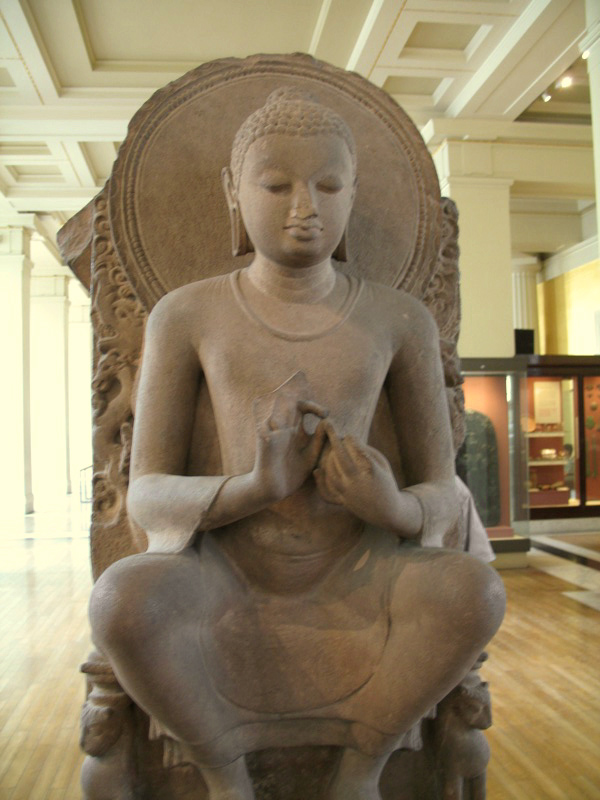
Buddha enseignant, assis sur un trône aux lions. Inde de l'est, peut-être Sarnath. Grès, H. 118 cm. Gupta, Ve siècle. British Museum.
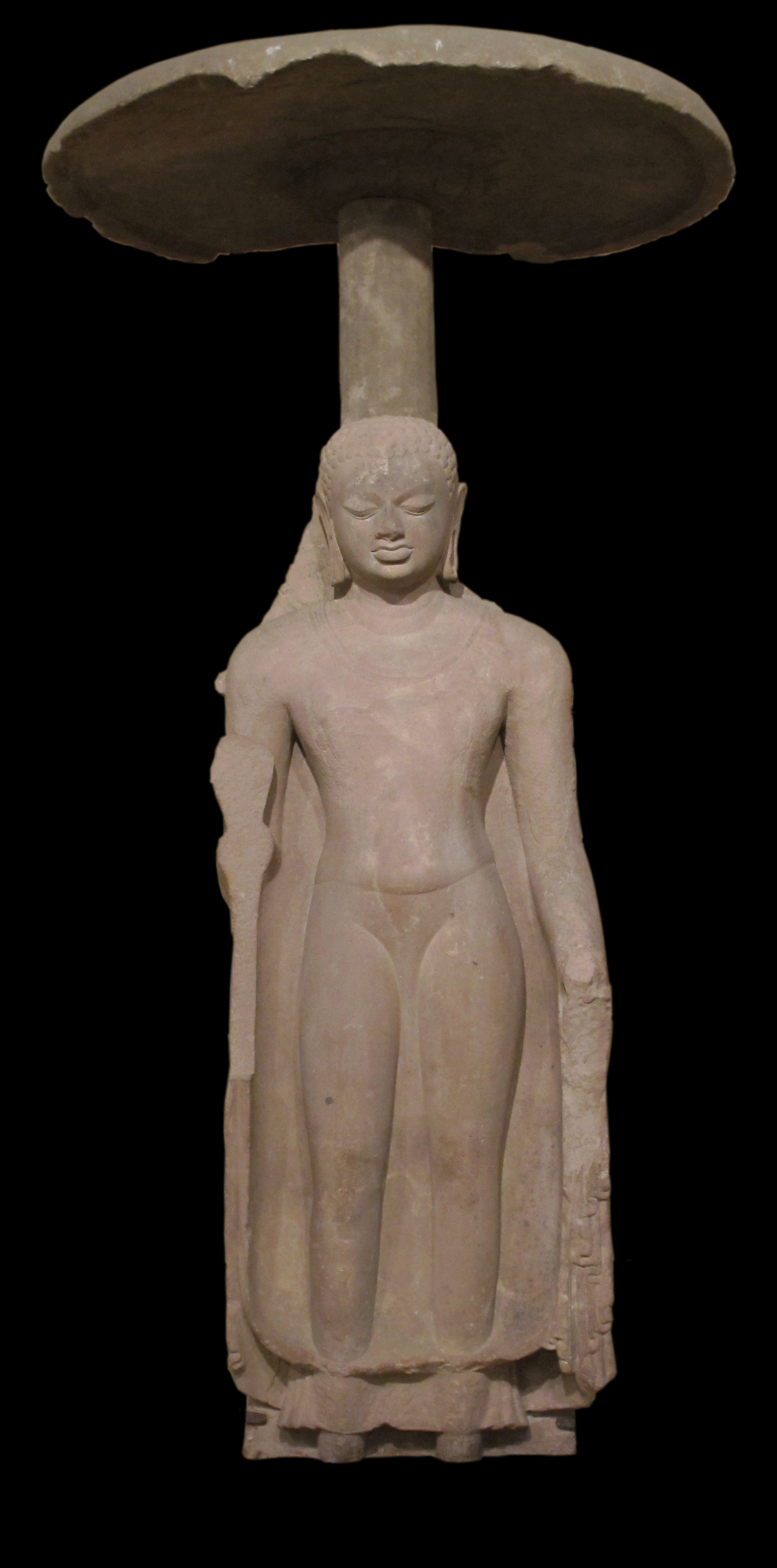
Buddha debout sous un parasol. Provenance: région de Sarnath. Grès beige. Gupta, Ve siècle. Musée archéologique de Sarnath[5].
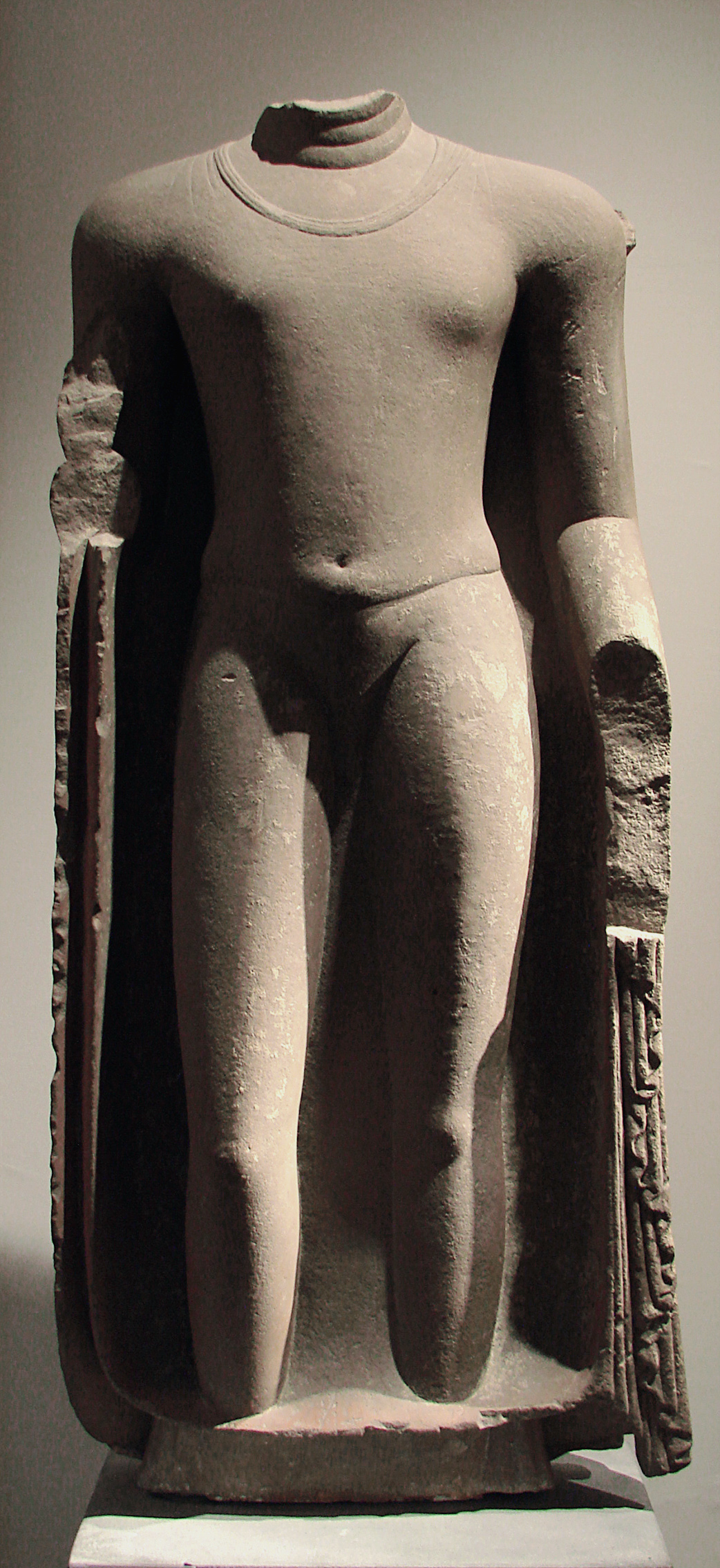
Bouddha. Sarnath. Époque Gupta, fin du Ve siècle. Grès beige. H. 98 L. 44 cm. Musée Guimet.
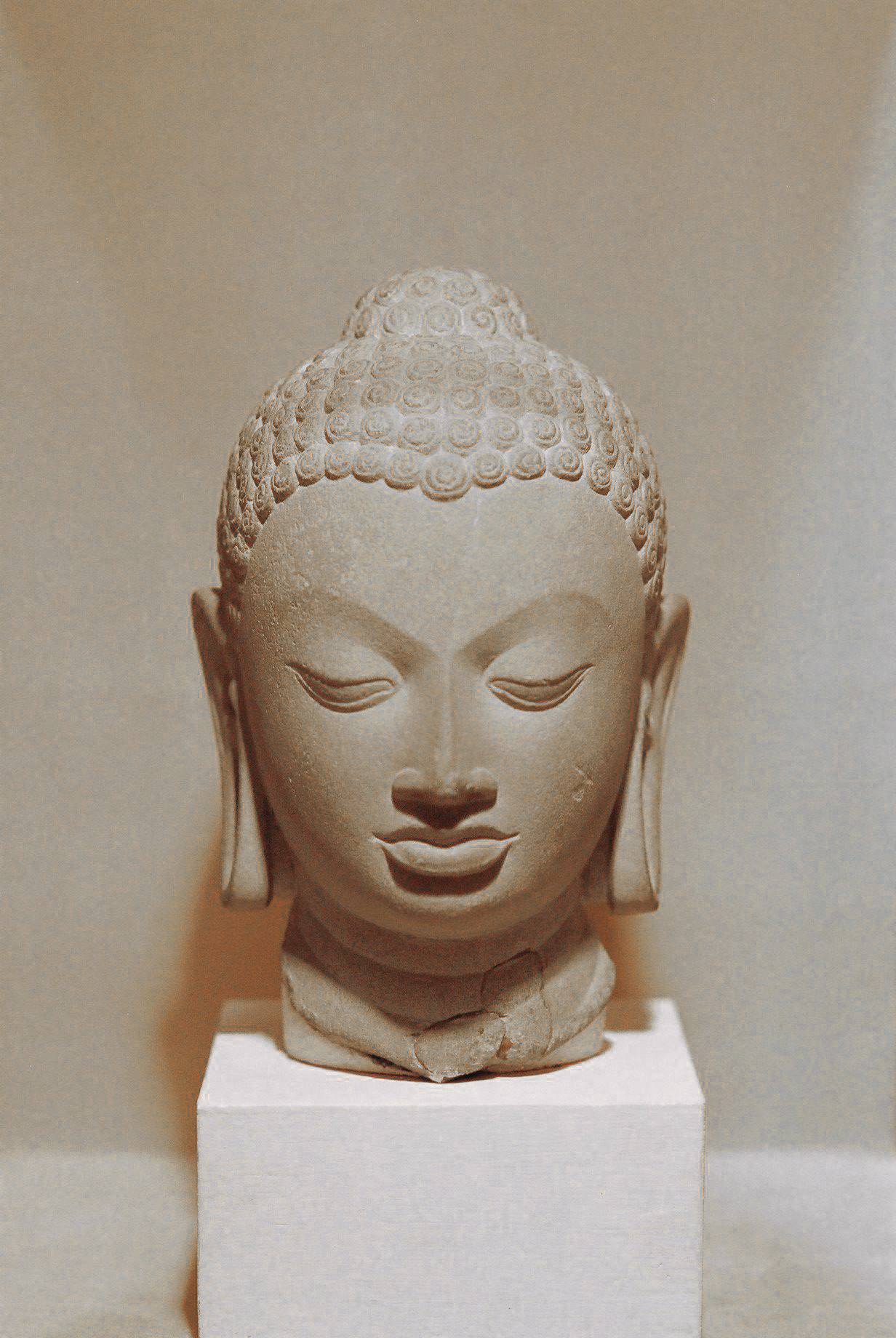
Tête de Buddha. Grès. Époque Gupta, fin du Ve siècle - VIe siècle. National Musem, New Delhi.
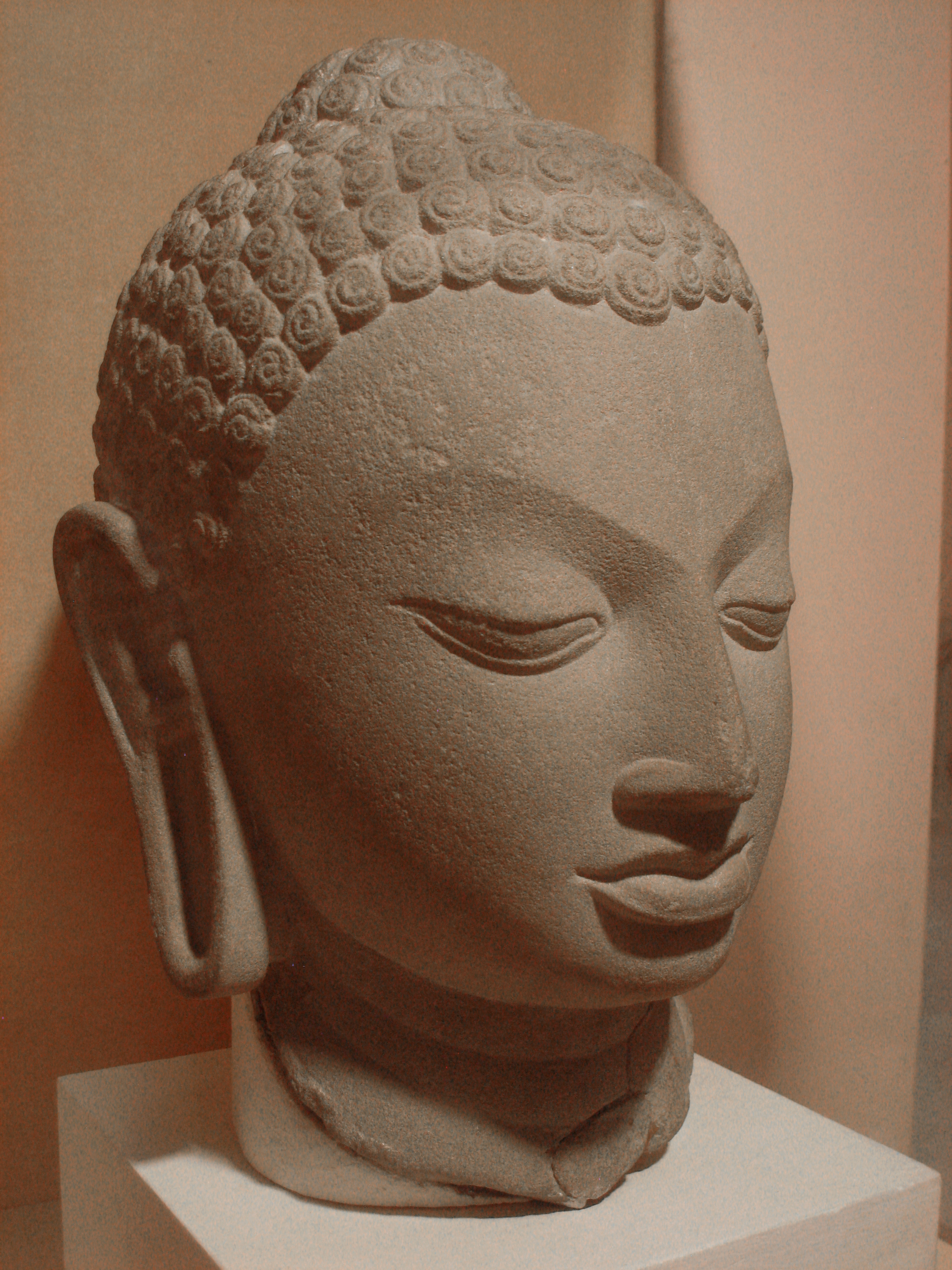
idem : Tête de Buddha. Grès. Époque Gupta, fin du Ve siècle - VIe siècle. National Musem, New Delhi.

## La sculpture à Sarnath

### À l'époque Maurya
Les sculptures monumentales en grès de cette époque sont les plus anciennes qui ont été trouvées dans le sous-continent.
Le chapiteau aux lions, retrouvé sur le site de Sarnath, dans le parc même où le Buddha avait fait son premier sermon, ornait le sommet d'un « pilier » d'Ashoka, de 12 à 14 mètres de haut. Ces colonnes et les édits gravés qui les couvrent se retrouvent dans tout l'empire Maurya, la plupart datant d'Ashoka et pour certains de son père Candragupta. L’apparition, sans antécédent, de tels monolithes et d'une sculpture en pierre de cette grande qualité surprend et a laissé supposer que les sculpteurs auraient pu être des artisans venus de la Perse achéménide. L'époque achéménide étant antérieure au règne d'Ashoka, les sculptures en question auraient été réalisées et montées au moment de l'érection des célèbres piliers, sans texte. En effet il existe une certaine disparité entre la gravure des textes  et les piliers, travaillés avec une maîtrise singulière et polis avec un soin exceptionnel qui subsiste encore, comme sur le chapiteau aux lions. Les piliers n'auraient pas nécessairement été destinés à célébrer le bouddhisme. Ashoka ayant adopté le bouddhisme, son éthique non-violente se retrouve dans ces édits, sur des rochers ou sur des piliers. Dans le pilier fuselé qui s'amincit vers le haut en accentuant l'effet de hauteur par un effet de perspective, le fût lui-même symbolise l'axe du monde. Le chapiteau aux lions est tout d'abord composé du chapiteau proprement dit, en forme de fleur de lotus inversée, c'est probablement un hommage au Buddha, mais avec sa frise de quatre roues et de quatre animaux alternés surmontée des quatre lions adossés il fait appel à des motifs polysémiques : la roue évoque autant le pouvoir royal que la Roue de l'existence karmique ou roue de la Loi, le lion : la personne du Buddha et l'animal royal . Le taureau, quant à lui, était symbole de royauté, de puissance virile et de dynamisme dans le monde Achéménide. Mais dans le chapiteau de Sarnath il s'agit d'un zébu, alternant avec un éléphant, un cheval et un lion. Leur signification reste discutée. Les lions adossés deux à deux, semblables dans leur stylisation à ceux réalisés en Perse, semblent en rugissant annoncer la Loi bouddhique dans les quatre directions.
Si la stylisation des lions évoque la Perse, le naturalisme avec lequel sont représentés les zébus, chevaux et éléphants, sur les différents chapiteaux, suggère un savoir-faire plus propre à l'Inde et qui se confirmera ensuite. Les sculpteurs auraient-ils été d'origine indienne et formés en Perse ? Les sculptures en grès reproduisaient-elles des sculptures communément réalisées en bois , comme la porte de la grotte de Lomas Rishi - datant du règne d'Ashoka - qui reproduit fidèlement une structure de bois, tout comme l'arc de l'architecture indienne qui y apparaît aussi, fidèle reproduction de son prototype en bois.
Aux siècles suivants, sous la dynastie Sunga (capitale : Vidisha, l'actuelle Besnagar) les grands sites de la production sculptée sont encore associés au bouddhisme à Sanchi, près de Vidisha, et Bharhut, dans le nord de l'état du Madhya Pradesh, et les sites rupestres de Bhaja et Karli : à l'autre extrémité de la grande route commerciale est-ouest qui partait de Patna / Sarnath et qui aboutissait dans la région de l'actuelle Mumbay.
Le Chapiteau des lions a été adopté comme emblème national de l'Inde.

### À l'époque Gupta
Dans l'art de la sculpture de Sarnath à l'ère Gupta, les nombreuses représentations de Bouddha se distinguent par l'absence de plis dans le traitement du vêtement monastique. Le manteau couvre les épaules et un sillon à hauteur de la taille indique le lien qui attache le vêtement de dessous. On peut voir la frange inférieure de ce dernier vêtement flottant au-dessus des pieds. Cette forme ainsi très soigneusement épurée, lisse, aux rondeurs évoquant approximativement les grandes masses du corps, a été appréciée des sculpteurs d'Extrême-Orient : au Cambodge, dans l'art Khmer ancien du VIe siècle, au Népal, et en Asie-Centrale orientale ainsi qu'en Chine des Qi du Nord. Les plis tuyautés qui retombent depuis la main gauche, font souvent appel à des solutions inspirées de l'art du Gandhara, art gréco-bouddhique. La disparition des plis du drapé au profit d'une stylisation des volumes et des quelques lignes indiquant la retombée du vêtement, tous ces choix plastiques permettent d'obtenir une très grande harmonie des formes dans leur ensemble. Le très bon état de conservation du grand Bouddha de Sarnath, avec ses mains dans leur intégralité, comparé aux autres Bouddhas de cette époque, plus ou moins fragmentaires, permet d'y reconnaître la recherche de la perfection et du choix des sculpteurs.